# A South Park szereplői

A főszereplő gyerekek
(balról jobbra) Eric Cartman, Stan Marsh, Kyle Broflovski és Kenny McCormick

Az oldal a South Park című amerikai animációs sorozat fontosabb fő- mellék-, és visszatérő szereplőit sorolja fel. A sorozat középpontjában négy alsó tagozatos fiú, Stan Marsh, Kyle Broflovski, Eric Cartman és Kenny McCormick áll, akik családjukkal, osztálytársaikkal és egyéb helyi lakosokkal együtt a coloradói Sziklás-hegységben fekvő fiktív kisvárosban, South Parkban élnek. Stan Marsh a csoport vezetője, aki a műsor hivatalos honlapjának leírása szerint egy „normális, átlagos és összezavarodott amerikai fiú”. Kyle Broflovski zsidó származású fiú, Stan legjobb barátja – kapcsolatuk a sorozat megalkotóinak, Trey Parkernek és Matt Stone-nak a barátságát tükrözi vissza. A túlsúlyos, ellenszenves és elkényeztetett Eric Cartman gyakran tűnik fel a főszereplők ellenfeleként, antiszemita nézetei és megjegyzései miatt Kyle-lal folyamatosan rivalizálnak. Kenny McCormick szegény családból származik, narancssárga csuklyát hord, amely érthetetlenné teszi szavait. Az első öt évad során Kenny majdnem az összes epizódban groteszk módon meghalt, hogy aztán a legközelebbi részben bármiféle magyarázat nélkül visszatérjen.
A férfiszereplők eredeti hangjának zömét Parker és Stone kölcsönzi. A harmadik évad végéig, váratlanul bekövetkezett haláláig Mary Kay Bergman volt a legtöbb női szereplő hangja, helyét Mona Marshall és Eliza Schneider vette át (Schneider a hetedik évad végén kilépett a sorozatból). Azóta April Stewart és Marshall kölcsönzi a női szereplők legtöbbjének hangját (érdekesség, hogy Bergman eredetileg Shannen Cassidy, Stewart Gracie Lazar, míg Schneider alkalmanként Blue Girl álnéven szerepelt a stáblistán). A South Park készítéséért felelős személyzet néhány tagja szintén kölcsönzi a hangját visszatérő szereplőknek; Jennifer Howell felügyelő producer Bebének, a forgatókönyvírásban tanácsokat adó Vernon Chatman a beszélő törülközőnek, Törcsinek, a gyártást felügyelő John Hansen pedig Mr. Furkónak biztosítja a hangját. A producer és storyboard művész Adrien Beard a színes bőrű Tolkien Black hangja – azért őrá esett a választás, mert a Cartman súlyos bűne készítésekor Trey Parker gyorsan találni akart valakit Token hangjához és Beard volt az egyetlen színes bőrű az épületben.
A magyar nyelvű változatban – az eredeti sorozattól eltérően – a legtöbb szereplőnek más-más színészek biztosítják a hangjukat. A négy főszereplő magyar hangja a kezdetek óta Csőre Gábor (Eric Cartman), Bozsó Péter (Stan Marsh), Dolmány Attila (Kyle Broflovski) és Markovics Tamás (Kenny McCormick).

## Főszereplők
| Szereplő        | Eredeti hang; magyar hang                  | Szerepe a sorozatban | Első megjelenés         |
| --------------- | ------------------------------------------ | --- | ----------------------- |
| Eric Cartman    | Trey Parker; Csőre Gábor                   | A négy főszereplő egyike; túlsúlyos, elkényeztetett és gyakran manipulatív.                                                                           | The Spirit of Christmas |
| Stan Marsh      | Trey Parker; Bozsó Péter                   | A négy főszereplő egyike, a csoport vezetője | The Spirit of Christmas |
| Kyle Broflovski | Matt Stone; Takátsy Péter, Dolmány Attila  | A négy főszereplő egyike; családjával együtt zsidó származású                                                                                         | The Spirit of Christmas |
| Kenny McCormick | Matt Stone; Scherer Péter, Markovics Tamás | A négy főszereplő egyike; szegény családból származik, leginkább narancssárga csuklyájáról, érthetetlen beszédéről és gyakori elhalálozásairól ismert | The Spirit of Christmas |

## Általános iskola

### Tanulók
| Szereplő                             | Eredeti hang(ok); magyar hang(ok)                                                                                          | Szerepe a sorozatban | Első megjelenés            |
| ------------------------------------ | --- | --- | -------------------------- |
| Bebe Stevens                         | Jennifer Howell; Zsigmond Tamara, Nemes Takách Kata                                                                        | Negyedikes lány, Wendy legjobb barátnője                                                                                 | Sugározatlan Pilot         |
| Butters Stotch                       | Matt Stone; Minárovits Péter, Fekete Zoltán                                                                                | Vidám és gyakran túl naiv negyedikes fiú, aki az újabb részekben ötödik főszereplővé vált                                | Sugározatlan Pilot         |
| Clyde Donovan                        | Trey Parker; Simonyi Balázs, Seszták Szabolcs                                                                              | A főszereplő gyerekek osztálytársa                                                                                       | Sugározatlan Pilot         |
| Craig Tucker                         | Matt Stone; Bódy Gergely, Hamvas Dániel, Szabó Máté                                                                        | A főszereplő gyerekek osztálytársa                                                                                       | Sugározatlan Pilot         |
| Dougie                               | Trey Parker; Seszták Szabolcs                                                                                              | Esetlen megjelenésű másodikos fiú, aki Rettenet tábornok néven Butters alteregójának, Káosz Professzornak a segédje lesz | Csupaszon egy forró kádban |
| Darkos srácok                        | Matt Stone, Trey Parker, Mona Marshall, True List; Bogdán Gergő, Szalay Csongor, Molnár Ilona, Molnár Levente,Viczián Ottó | Négytagú banda, mindannyian a goth szubkultúra követői                                                                   | Elkenődve                  |
| Jimmy Valmer                         | Trey Parker; Szabó Máté, Előd Álmos, Magyar Bálint                                                                         | Mozgássérült negyedikes fiú, amatőr stand-up komikus                                                                     | GYÉPÉ csata                |
| Timmy Burch                          | Trey Parker; Hujber Ferenc                                                                                                 | Értelmi fogyatékos és mozgássérült negyedikes fiú                                                                        | A fogtündér                |
| Tolkien Black (korábban Token Black) | Adrien Beard; Simonyi Balázs, Szente Vajk, Molnár Levente, Kapácsy Miklós                                                  | A főszereplő fiúk leggazdagabb osztálytársa, az egyetlen színes bőrű gyerek South Parkban                                | Sugározatlan Pilot         |
| Tweek Tweak                          | Matt Stone; Kálloy Molnár Péter, Rába Roland, Kisfalusi Lehel                                                              | A főszereplők hiperaktív, kávéfüggő osztálytársa                                                                         | Alsónadrág-gnómok          |
| Wendy Testaburger                    | Mary Kay Bergman, Eliza Schneider, Mona Marshall, April Stewart; Roatis Andrea                                             | A főszereplők osztálytársnője, Stan szerelme                                                                             | The Spirit of Christmas    |

### Iskolai dolgozók
| Szereplő             | Eredeti hang(ok); magyar hang(ok)                          | Szerepe a sorozatban | Első megjelenés                                               |
| -------------------- | ---------------------------------------------------------- | --- | ------------------------------------------------------------- |
| Mr. Adler            | Matt Stone; Kerekes József                                 | Barkácstanár. A felesége meghalt repülőgépbalesetben, és ez a tudat idegesíti őt. A Tweek vs. Craig c. epizódban Kennyn keresztül búcsúzott el tőle. | Tweek vs. Craig                                               |
| Mr. Garrison         | Trey Parker; Józsa Imre, Gyabronka József                  | A főszereplők tanára (a 9. és 12. évad között Mrs. Garrison néven)                                                                                   | Cartman anális beültetése                                     |
| Mr. Mackey           | Trey Parker; Bardóczy Attila, Kerekes József, Rosta Sándor | Iskolai tanácsadó | Damien                                                        |
| Mr. Furkó (Furkó úr) | John 'Nancy' Hansen; Barabás Kiss Zoltán                   | Mr. Garrison szeretője és tanársegédje | A tolerancia haláltábora, avagy mit csinál egy egér a seggben |
| Victoria igazgatónő  | April Stewart; Nyírő Beáta, Spilák Klára, Náray Erika      | Az általános iskola igazgatónője | Rózsaszín szem                                                |
| PC Igazgató          | Trey Parker; Varga Rókus                                   | Az általános iskola új igazgatója a 19. évadtól | Szexi és bátor                                                |
| Erős Nő              | Jessica Makinson; Farkasinszky Edit                        | Az általános iskola igazgatóhelyettese, PC igazgató partnere, a PC-babák anyja                                                                       | Kőkemény PC-ség                                               |

## Családtagok
| Szereplő          | Eredeti hang(ok); magyar hang(ok)                                                                                     | Szerepe a sorozatban                                              | Első megjelenés               |
| ----------------- | --- | ----------------------------------------------------------------- | ----------------------------- |
| Randy Marsh       | Trey Parker; Fesztbaum Béla, Selmeczi Roland, Viczián Ottó, Fazekas István Szokol Péter                               | Sharon férje, Stan édesapja, aki korábban geológusként dolgozott. | A vulkán                      |
| Sharon Marsh      | Mary Kay Bergman (1997–1999), Eliza Schneider (1999–2003), April Stewart (2004–től); Kökényessy Ági                   | Randy felesége, Stan édesanyja                                    | Szerelem Fáni és Malac között |
| Shelley Marsh     | Mary Kay Bergman (1997–1999), Mona Marshall, Eliza Schneider (1999–2003), April Stewart (2004–től); Nemes Takách Kata | Stan agresszív nővére                                             | Szerelem Fáni és Malac között |
| Marvin Marsh      | Trey Parker; Dobránszky Zoltán, Gruber Hugó, Várkonyi András, Barbinek Péter                                          | Randy édesapja, Stan nagyapja                                     | Halál                         |
| Jimbo Kern        | Matt Stone; Kerekes József, Holl Nándor, Galbenisz Tomasz                                                             | Randy Marsh féltestvére, Stan nagybátyja                          | Testsúly 4000                 |
| Gerald Broflovski | Matt Stone; Széles Tamás, Boros Zoltán, Pálfai Péter és Forgács Gábor                                                 | Ügyvéd, Kyle édesapja                                             | Kákabélű                      |
| Sheila Broflovski | Mary Kay Bergman (1997–1999), Mona Marshall (1999–től); Molnár Piroska, Kocsis Mariann                                | Gerald párja, Kyle édesanyja                                      | Halál                         |
| Ike Broflovski    | A sorozat alkalmazottjainak gyermekei; Molnár Levente                                                                 | Kyle Kanadából adoptált öccse                                     | Cartman anális beültetése     |
| Kyle Schwartz     | Trey Parker; Boros Zoltán                                                                                             | Kyle Connecticutből származó unokatestvére.                       | AZ, a csodálatos jármű        |
| Liane Cartman     | Mary Kay Bergman (1997–1999), Eliza Schneider (1999–2003), April Stewart (2004–től); Rátonyi Hajni                    | Cartman „édesanyja”                                               | Cartman anális beültetése     |
| Stuart McCormick  | Matt Stone; Nagy Ervin, Scherer Péter                                                                                 | Carol férje, Kenny munkanélküli és alkoholista édesapja           | Kákabélű                      |
| Carol McCormick   | Mary Kay Bergman, Eliza Schneider, April Stewart; Szórádi Erika                                                       | Stuart párja, Kenny édesanyja                                     | Kákabélű                      |
| Kevin McCormick   | Trey Parker; nem ismert                                                                                               | Kenny bátyja                                                      | Kákabélű                      |
| Stephen Stotch    | Trey Parker; Király Attila                                                                                            | Linda férje, Butters édesapja                                     | Séf bácsi sózott csokigolyói  |
| Linda Stotch      | Mona Marshall; Spilák Klára                                                                                           | Stephen párja, Butters édesanyja                                  | Molesztálás                   |

## Visszatérő- és mellékszereplők
| Szereplő                            | Eredeti hang(ok); magyar hang(ok)                                                                             | Szerepe a sorozatban                                                                                           | Első megjelenés                                                               |
| ----------------------------------- | --- | --- | ----------------------------------------------------------------------------- |
| Barbrady felügyelő                  | Trey Parker; Kassai Károly                                                                                    | A város tanulatlan és a hivatására alkalmatlan rendőre                                                         | Cartman anális beültetése (utolsó: PC Igazgató végítélete)                    |
| Meleg Al (Buzi Nagy Al)             | Matt Stone; Forgács Gábor néha:Kapácsy Miklós                                                                 | Erősen sztereotipizált meleg szereplő                                                                          | Meleg Al meleg vízitúrája (utolsó: PC Igazgató végítélete)                    |
| Ned Gerblansky                      | Trey Parker; Széles Tamás, Kálloy Molnár Péter                                                                | Jimbo Kern legjobb barátja                                                                                     | A vulkán (utolsó: BicajParádé)                                                |
| Jézus                               | Matt Stone; Tarján Péter                                                                                      | Jézus sorozatbeli megfelelője, televíziós műsorvezető                                                          | The Spirit of Christmas (utolsó: Kügy ürügy)                                  |
| Kula bácsi                          | Trey Parker; Széles Tamás                                                                                     | Egy beszélő ürülék                                                                                             | Kula bá, az ünnepi kaki (utolsó: Kakaprobléma)                                |
| Tuong Lu Kim                        | Trey Parker; Katona Zoltán, Pusztaszeri Kornél                                                                | A helyi kínai étterem tulajdonosa. Személyiséghasadása van.                                                    | Jared HÍV-e (utolsó: PC Igazgató végítélete)                                  |
| Maxi atya                           | Matt Stone; Besenczi Árpád, Kassai Károly, Albert Péter                                                       | katolikus pap                                                                                                  | Kula bá, az ünnepi kaki (utolsó: PC Igazgató végítélete)                      |
| McDaniels polgármester asszony      | Mary Kay Bergman (1-3. évad), Mona Marshall (4-8. évad), April Stewart (9. évadtól); Borbás Gabi, Náray Erika | South Park polgármestere                                                                                       | Testsúly 4000 (utolsó: PC Igazgató végítélete)                                |
| Dr. Alphonse Mephisto "Mefityisztó" | Trey Parker; Verebély Iván                                                                                    | Helyi őrült tudós                                                                                              | Szerelem Fáni és Malac között (utolsó: Az új negyed – kameo, 201 – fontosabb) |
| Mikulás                             | Trey Parker; Hollósi Frigyes, Barbinek Péter                                                                  | A Mikulás sorozatbeli megfelelője                                                                              | The Spirit of Christmas                                                       |
| Nathan                              | Trey Parker; Seder Gábor                                                                                      | Drogdíler. Timmy ellensége.                                                                                    | Á.L.L.A.T. a robotbarát                                                       |
| Sátán                               | Trey Parker; Faragó András, Nagy Ervin                                                                        | Meleg szereplő, akit a Sátánról mintáztak                                                                      | Damien (utolsó: Kanadella)                                                    |
| Terrance és Phillip                 | Matt Stone (Terrance) és Trey Parker (Phillip); Minárovics Péter, Rajkai Zoltán                               | Kanadai humoristapáros                                                                                         | Halál (utolsó: Kanadella)                                                     |
| Törcsi                              | Vernon Chatman; Törtei Tünde, Seder Gábor                                                                     | Egy beszélő, drogfüggő törülköző                                                                               | Törcsi – Törülke                                                              |
| Darryl Weathers                     | Trey Parker; Forgács Gábor                                                                                    | Munkásember, aki félti a saját és társai állását másoktól. Visszatérő frázisa az "Elveszik a munkát!"          | A jövő jövevényei                                                             |
| Harrison Yates                      | Trey Parker; Faragó András, Forgács Gábor, Koncz István                                                       | Rendőrdetektív                                                                                                 | Keresztény rock                                                               |
| Fehér Bob                           | Trey Parker; Harmath Imre                                                                                     | Ő és családja Garrison elnök támogatói, mert szerintük csak ő törődik a "Fehérekkel". Republikánus, QAnon-hívő | Rohadt paradicsom                                                             |

## Néhai szereplők
Néhány szereplő a korai évadok során fontos szerepet töltött be egyes epizódokban, mielőtt kiírták őket a sorozatból.
| Szereplő        | Eredeti hang(ok); magyar hang(ok)                                        | Szerepe a sorozatban                                                                                                 | Első megjelenés                      | Utolsó megjelenés             |
| --------------- | ------------------------------------------------------------------------ | --- | ------------------------------------ | ----------------------------- |
| Pip Pirrup      | Matt Stone; Seszták Szabolcs Molnár Levente                              | A főszereplők különösen népszerűtlen, brit származású osztálytársa. Szerepe szerint Mecha Streisand halálra tiporta. | Cartman anális beültetése            | 201                           |
| Séf bácsi       | Isaac Hayes, Peter Serafinowicz (Darth Séf); Ujlaki Dénes Harsányi Gábor | Szakács az iskolai menzán, a főszereplő gyerekek barátja. Balesetben elhunyt.                                        | Cartman anális beültetése            | Séf bácsi visszatér           |
| Ms. Choksondik  | Trey Parker; Kocsis Mariann Réti Szilvia                                 | A negyedikesek tanárnője, a hatodik évad során hal meg.                                                              | A negyedik osztályban                | A Simpsonék már megcsinálták… |
| Vackor néni     | Mary Kay Bergman, Eliza Schneider; Némedi Mari                           | Az iskolabusz nehéz természetű sofőre; egy sorozatgyilkos végez vele a nyolcadik évad során.                         | Cartman anális beültetése            | Cartman hihetetlen képessége  |
| Szaddám Huszein | Matt Stone; Kálloy Molnár Péter                                          | A volt iraki diktátorról mintázott szereplő, aki Sátánnal állt homoszexuális viszonyban.                             | Terrance & Phillip lukam nélkül soha | Karácsony Kanadában           |